# Mohit Kumar
Mohit Kumar (Hindi मोहित कुमार; * 1. September 1997) ist ein indischer Leichtathlet, der sich auf den 400-Meter-Lauf spezialisiert hat.

## Sportliche Laufbahn
Erste internationale Erfahrungen sammelte Mohit Kumar bei den World Athletics Relays 2025 in Guangzhou, bei denen er mit der indischen 4-mal-400-Meter-Staffel eine Direktqualifikation für die Weltmeisterschaften in Tokio verpasste. Anschließend gewann er bei den Asienmeisterschaften in Gumi die Silbermedaille, nachdem er der Staffel zum Finaleinzug verholfen hatte. 
2024 wurde Kumar indischer Meister in der 4-mal-400-Meter-Staffel.

## Persönliche Bestzeiten
- 400 Meter: 46,13 s, 31. August 2024 in Bengaluru